# André Wechel
Pour les articles homonymes, voir Wechel.
André Wechel (en latin Andreas Wechelus) est un imprimeur-libraire, actif à Paris de 1554 à 1573 puis à Francfort-sur-le-Main de 1573 à 1581.

## Éléments biographiques
Fils de Chrétien Wechel, André Wechel reprit en 1554 son atelier de la rue Saint-Jean-de-Beauvais, à l’enseigne du Cheval Volant. André Wechel poursuivit la ligne éditoriale initiée par Chrétien Wechel en imprimant des textes en langue grecque (notamment les œuvres de Xénophon et Lucien de Samosate) ainsi que les écrits d’humanistes comme Jean-Antoine de Baïf et Pierre de Ronsard.
Il adhérait vraisemblablement aux idées de la Réforme mais ses amis étaient des luthériens allemands plutôt que des calvinistes français. Il imprima toutefois des œuvres de Pierre de La Ramée et de Villegagnon. En 1572, il échappa aux massacres de la Saint-Barthélemy grâce à Hubert Languet, représentant de l’électeur de Saxe, qui était son locataire. Peu de temps après, il quitta Paris pour s’établir à Francfort, où il mourut en 1581. 
André Wechel utilisa la dernière marque de Chrétien Wechel, le Pégase, qu’il déclina sous plusieurs formes.

## Livres édités
Parmi les livres édités par André Wechel, on trouve :
- en 1555 : Arithmeticae libri tres, de Pierre de La Ramée ;
- en 1558 : Chant de joie du jour des espousailles de François, roi daufin, et de Marie, roine d’Écosse, de Jean-Antoine de Baïf ;
- en 1559 : La paix, de Pierre Ronsard ;
- en 1561 : Responce par le chevalier de Villegaignon aux Remonstrances faictes à la royne mère du roy, de Nicolas Durand de Villegagnon ;
- en 1569 : Les portraicts anatomiques de toutes les parties du corps humain, de Jacques Grévin.
- en 1561 : "Le second livre d'architecture, de Jacques Androuet du Cerceau .